# Armageddon 2004
Armageddon 2004 was een professioneel worstel-pay-per-view (PPV) evenement dat geproduceerd werd door de World Wrestling Entertainment (WWE). Dit evenement was de vijfde editie van Armageddon en vond plaats in het Gwinnett Center in Duluth (Georgia) op 12 december 2004.
De belangrijkste gebeurtenis was een Fatal Four-Way match tussen de kampioen John "Bradshaw" Layfield (JBL), Booker T, Eddie Guerrero en The Undertaker voor het WWE Championship. JBL won de match en behield zijn titel.

## Matchen
| Nr.                                                                          | Match | Winnaar(s)                     |
| ---------------------------------------------------------------------------- | --- | ------------------------------ |
| 1                                                                            | Rob Van Dam & Rey Mysterio (c) vs. Kenzo Suzuki & Rene Dupree in een tag team match voor het WWE Tag Team Championship                | Rob Van Dam & Rey Mysterio (c) |
| 2                                                                            | Kurt Angle vs. Santa Claus in een een-op-een match                                                                                    | Kurt Angle                     |
| 3                                                                            | Daniel Puder vs. Mike Mizanin in een Dixie Dogfight                                                                                   | Daniel Puder                   |
| 4                                                                            | Hardcore Holly & Charlie Haas vs. The Basham Brothers in een tag team match                                                           | The Basham Brothers            |
| 5                                                                            | John Cena (c) vs. Jesus in een Street fight match voor het WWE United States Championship                                             | John Cena (c)                  |
| 6                                                                            | Dawn Marie vs. Miss Jackie in een een-op-een match                                                                                    | Dawn Marie                     |
| 7                                                                            | Big Show vs. Mark Jindrak vs. Luther Reigns vs. Kurt Angle in een Handicap Match                                                      | Big Show                       |
| 8                                                                            | Spike Dudley (c) vs. Funaki in een een-op-een match voor het WWE Cruiserweight Championship                                           | Funaki (nc)                    |
| 9                                                                            | John "Bradshaw" Layfield (c) vs. Eddie Guerrero vs. The Undertaker vs. Booker T in een Fatal Four-Way match voor het WWE Championship | JBL (c)                        |
| (c) huidige kampioen voor en na de match \| (nc) nieuwe kampioen na de match | |                                |